# Forcall
Forcall é um município da Espanha na província de Castelló, Comunidade Valenciana. Tem 39,2 km² de área e em 2021 tinha 454 habitantes (densidade: 11,6 hab./km²).

## Demografia
| Variação demográfica do município entre 1991 e 2004 | Variação demográfica do município entre 1991 e 2004 | Variação demográfica do município entre 1991 e 2004 | Variação demográfica do município entre 1991 e 2004 |
| --------------------------------------------------- | --------------------------------------------------- | --------------------------------------------------- | --------------------------------------------------- |
| 1991                                                | 1996                                                | 2001                                                | 2004                                                |
| 604                                                 | 554                                                 | 558                                                 | 543                                                 |